# RTL Híradó
Az RTL Híradó az RTL saját gyártású hírműsora, amelyet minden hétköznap a Reggeli közben 6-szor, minden nap délben 13 órakor és este 18 órakor sugározzák, illetve éjfél körül minden hétköznap.

## Története
Első adása 1997. október 7-én volt. Kezdetben a délutáni kiadás 13 órától, az esti kiadás pedig 18 óra 45 perctől volt látható. A műsor 2001. január 6-án kapott először új főcímet, a délutáni kiadás kezdése átkerült 12 órára, az esti kiadásé pedig 18 órára. 2004. március 8-tól ismét új lett az arculat. 2011. augusztus 29-én, a 16:9-es átálláskor csak a grafikáját változtatták, a zenét egy kórussal kiegészítették. Az utolsó déli híradó 2011. október 29-én volt adásban.
2012. október 1-jén elindult az RTL II. Itt a késő esti híradót sugározták „RTL II Híradó” néven. Kezdetben 22 órakor kezdődött, majd a kezdési időpont később átkerült 21 órára, majd 21 óra 30 percre. Majd miután az RTL II Híradó megszűnt, onnantól kezdve a késő esti híradót ismét az RTL Klubon sugározzák. Az esti kiadás 2014. május 12. óta 18 órakor kezdődik. A reggeli adás az RTL II Híradó ismétlése volt. Az utolsó főcím- és díszletváltása 2016. október 16-án volt. A Reggeli című műsorban is láthatnak a nézők rövid hírösszefoglalót 7.55-kor, 8.25-kor, 8.55-kor.
A visszaszámláló ident az első két arculattal megegyező időpontban változott, majd 2004. március 8-tól 2008. december 16-ig használták a következőt. Ezt követően az év utolsó két hetében a régi képi világot vegyítették az új zenével, majd 2009. újév napjától kezdve 2017. október 1-ig használták a megújult identet. A legutóbbit 2017. október 2-tól 2022. október 22-ig használták, a jubileumi 20. évfordulós arculatváltással együtt, mely visszaszámláló ident így egységes lett az arculattal. A jelenlegi visszaszámláló identet a csatorna név- és arculatváltását követő naptól, 2022. október 23. óta használják. 
Jelenleg hétköznap az esti kiadást Szellő István és Erős Antónia vezetik, hétvégén Rábai Balázs, Major Eszter és Heer Orsolya a műsorvezetők. A késő esti kiadást Rábai Balázs, Major Eszter és Heer Orsolya és Kéri Barna vezetik. A reggeli és a déli kiadást Major Eszter, Heer Orsolya és Bányai Viktor vezetik. 

### 1997-től 2014-ig
- Az RTL Klub Híradó déli kiadásának első adása 1997. október 27-én 13 órakor kezdődött, majd 2001. január 6-án átkerült 12 órai időpontra.
- Az RTL Klub Híradó esti kiadása 1997. október 27-én 18 óra 45 perckor kezdődött.
- Az RTL Klub Híradó utolsó hagyományos képfelbontású adását 2011. augusztus 28-án sugározták.[5]
- Az RTL Klub Híradó első szélesvásznú felbontású adását 2011. augusztus 29-én sugározták.[6]
- Az RTL Klub Híradó déli kiadásának utolsó adása 2011. október 29-én volt.[7]
- Az RTL II Híradó késő esti kiadása 22 órakor kezdődött (2012. október 1-jétől 2013. január 4-ig), majd átkerült 21 órára, majd 2014. május 12-én 21 óra 30 percre került át.

### 2014-től napjainkig
- Az RTL Híradó esti kiadása 2014. május 12-től kezdve félórával előtte, mint kiderült, 18 órakor kezdődik.
- Az RTL Híradó késő esti kiadása a „Dr. Csont” című sorozat premier része után 23 óra 35 perckor kezdődött az RTL Klubon.
- Az RTL Híradó 2016. október 16-án áttért teljesen megújult formához és korszerűsített külsőhez.
- Az RTL II Híradó teljes tartalmáért 2019. február 18-án az RTL Klub cserébe eladta az "Éjjel-Nappal Budapest" című magyar reality-show-t a testvércsatornájának (azaz az RTL II-nek)
- Az RTL Híradó késő esti kiadása 2020. augusztus 31-től hamarabb, 22 órakor az RTL Most+-on megtekinthető.
- Az esti RTL Híradó 2022. július 1-től élőben nézhető az rtl.hu weboldalon is.
- Az RTL Híradó 2025-től a Reggeli című magazinműsorban is élő hírösszefoglalókkal jelentkezik, illetve visszatér a délutáni, 13 órás kiadása is.[8]

## Műsorvezetők
| Műsorvezető            | Mióta a Híradó műsorvezetője? |
| Jelenlegi műsorvezetők | Jelenlegi műsorvezetők        |
| ---------------------- | ----------------------------- |
| Szellő István          | 1997–                         |
| Erős Antónia           | 1998–                         |
| Rábai Balázs           | 2012–                         |
| Major Eszter           | 2022–                         |
| Kéri Barna             | 2023–                         |
| Heer Orsolya           | 2024–                         |
| Bányai Viktor          | 2025–                         |
| Korábbi műsorvezetők   |                               |
| Alföldi Zoltán         | 2000–2008                     |
| Bárdos András          | 1998–2000                     |
| Boros Krisztina        | 2007–2014                     |
| Cseresnyés János       | 1997–2004                     |
| D. Tóth András         | 2009–2016                     |
| D. Tóth Krisztina      | 2000–2002                     |
| Hlács Andrea           | 1997–1998                     |
| Ignáth Márk            | 2008–2009                     |
| Kecsmár Alexandra      | 2022–2023                     |
| Kováts Mihály          | 1997–2004                     |
| Kumin Viktória         | 2005–2011                     |
| Kurucz Péter           | 1997–2005                     |
| Sárosdy Eszter         | 2000–2008                     |
| Szabados Ágnes         | 2014–2022                     |

### Érdekességek
- Az RTL Híradó esti kiadását 2008. június 29-én 18 óra 35 perckor 15 percre megszakították. A magyar kereskedelmi televíziózás történetében példátlan módon a büntetést egy másik műsorsávban (2007. június 18-án, 19-én és 21-én) sugárzott (Tru Calling – Az őrangyal részek) filmsorozat miatt kapta az ORTT-től a televízió, tehát a felfüggesztésnek az RTL Híradóhoz nem volt semmilyen köze.[9]
- Az RTL Híradó első 16:9-es esti kiadásának kezdésénél a hírsávban „ŐÚPŐÁŐPÁŐÚŰ” volt olvasható.[10]